# Franc Abulnar

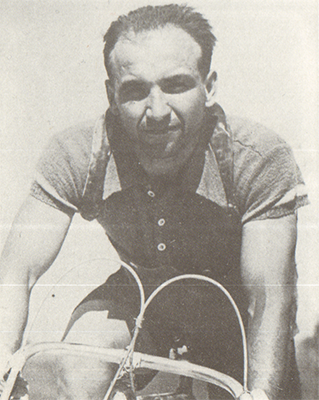
Franc Abulnar

Franc Abulnar (* 11. Juli 1909 in Ljubljana; † 18. November 1995 in Winnipeg, Kanada) war ein jugoslawischer Radrennfahrer.

## Sportliche Laufbahn
Abulnar stammte aus dem slowenischen Teil Jugoslawiens. 
1936 startete er in der Tour de France mit seinen drei Teamkameraden Stjepan Grgac, Rudolf Fiket und Stjepan Ljubić in der Nationalmannschaft Jugoslawiens, schied aber auf der 9. Etappe aus dem Rennen aus.
1938 wurde er Zweiter der nationalen Meisterschaft im Straßenrennen hinter Josip Pokupec. 1945 belegte er im Etappenrennen von Triest nach Warna beim Sieg von Milan Poredski den 6. Platz.